# François Ravaillac

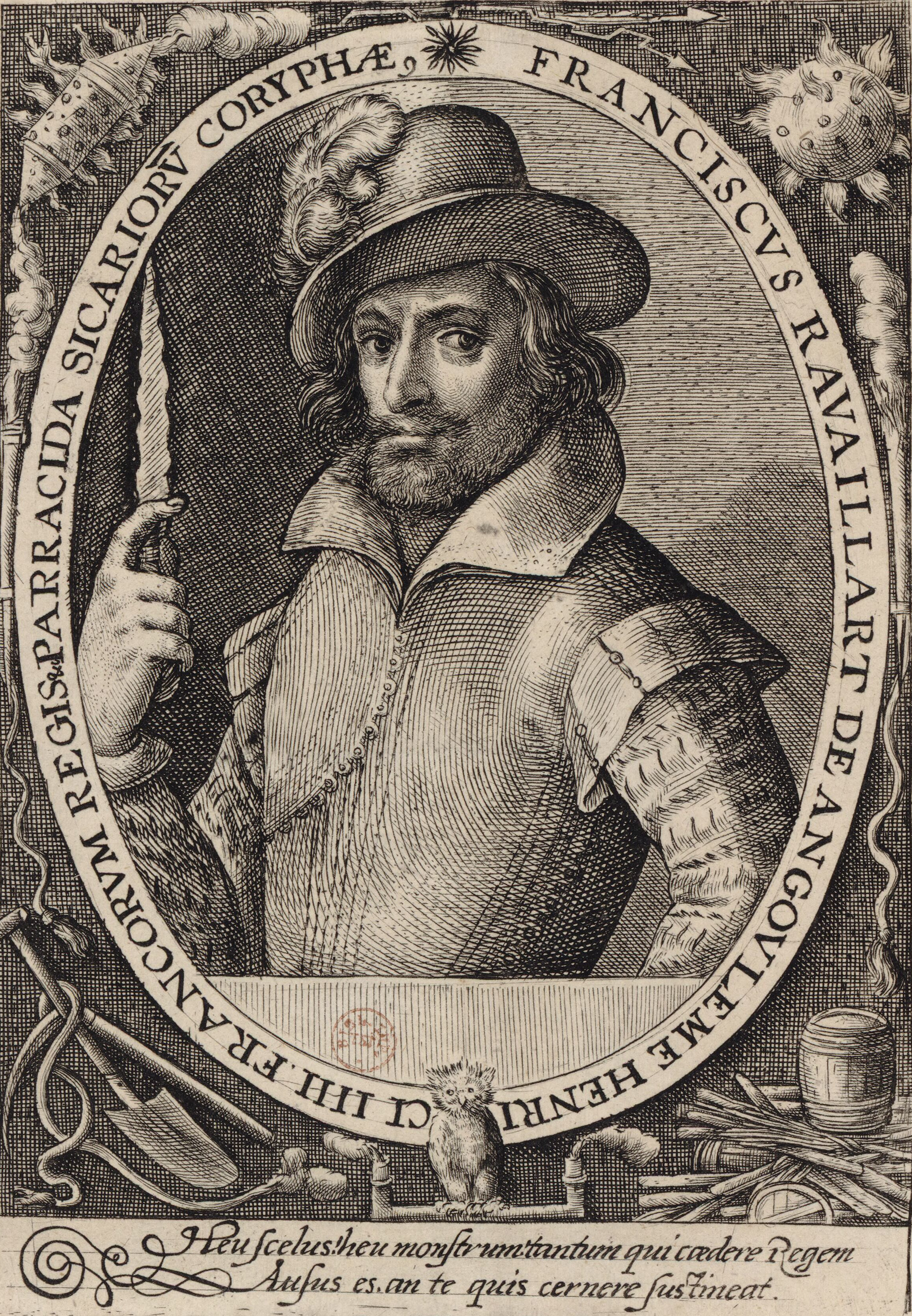
François Ravaillac.

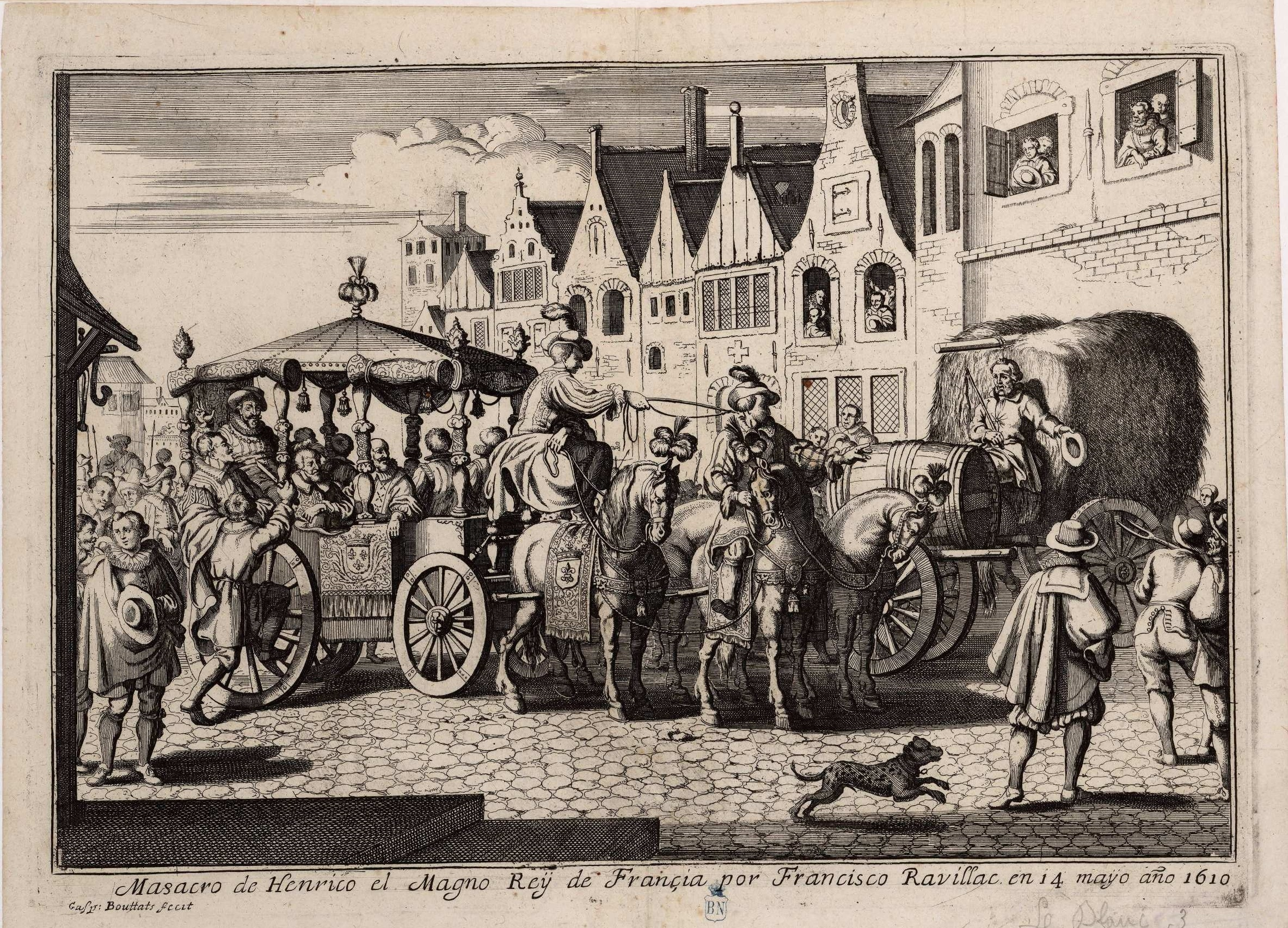
Inscripción: «Masacro de Henrico el Magno Rey de Francia por Francisco Ravillac en 14 mayo año 1610». Aguafuerte firmado por Gaspar Bouttats. Biblioteca Nacional de España.

François Ravaillac (1578-27 de mayo de 1610) fue el asesino del rey Enrique IV de Francia.

## Primeros años de vida
Nació cerca de Angulema en 1578, enclave católico situado en una comarca hugonote. Los hugonotes habían arrasado allí iglesias, profanado tumbas, utilizado las pilas de agua bendita como pesebres para sus caballos y toda clase de abusos. Ravaillac creció y vivió en un ambiente de odio hacia los hugonotes.
Las guerras de religión que se estaban produciendo en todo el país sumieron a su familia en la miseria, por lo que se vio obligado a vivir de la mendicidad. Aprendió a leer y escribir gracias a sus tíos maternos, canónigos de la catedral.
A los 19 años se trasladó a París, donde llevó una vida difícil y misteriosa. Decía sufrir visiones, unas demoníacas y otras celestiales. Entró en la vida religiosa, en el convento de San Bernardo de la Rue Saint Honoré, pero lo echaron al poco tiempo por no aguantar la extrema austeridad de los monjes. Regresó a Angulema con su madre, que había sido abandonada por su marido e hijos. Allí trabajó como maestro de primeras letras para niños. Debido a unas deudas que no pudo pagar, fue encarcelado. Según declaró posteriormente, tuvo nuevas visiones en las que Dios le decía que debía salvar a Francia de los herejes hugonotes, para ello debía convencer a Enrique IV para que guerrease contra los herejes.

## Asesinato de Enrique IV y muerte
Con esta idea, viajó de nuevo a París con la intención de tener un encuentro con el rey. Merodeaba en torno al Louvre e intentó en tres ocasiones ver al rey, pero los guardias no le permitían la entrada. Al no poder comunicarse con el rey, la idea de asesinarlo se abrió paso en su mente.
Durante algún tiempo vagó errante por París y sobrevivió gracias a la mendicidad. Robó un cuchillo en un albergue y se hospedó en una hostería cercana al Louvre esperando el momento propicio para ejecutar sus planes. Por fin decidió cometer el crimen el día de la fiesta de la consagración de la Reina. El 14 de mayo se ocultó en la calle de la Industria de París para acechar el paso de la carroza real. A las cuatro de la tarde, ésta llegó y Ravaillac se abalanzó sobre ella y apuñaló al rey dos veces.
Ravaillac no hizo nada por escapar. Fue rápidamente apresado y llevado al Palacio de Retz donde fue interrogado. Al ver que no obtenían resultados de sus interrogatorios, fue llevado a la Conciergerie donde fue interrogado y torturado durante varios días. Durante este tiempo siempre declaró que actuó por su cuenta y que no había sido contratado por nadie. Pero ni los jueces ni la opinión pública le creyeron.
Se dictó sentencia sobre él y fue condenado a muerte. El 27 de mayo de 1610 fue conducido a la Plaza de la Grêve. Allí fue quemado en diversas partes del cuerpo (pecho, caderas y piernas) con hierros al rojo vivo. La mano ejecutora del crimen fue quemada con azufre ardiendo y en las heridas de las quemaduras se vertió una mezcla de plomo derretido, aceite hirviendo y resina ardiente. Una vez terminado esto, se lo ató de manos y piernas a cuatro caballos y fue desmembrado. Sus miembros fueron quemados y todo su cuerpo quedó reducido a cenizas.